# Náser-e Chosrou
Náser-e Chosrou (zemřel po roce 1070) byl perský básník, filozof, ismá'ílijský náboženský učenec, cestovatel a jeden z největších spisovatelů perské literatury. Narodil se v Baktrii, nynějším Tádžikistánu, a zemřel v Jamaganu, ležícím nyní v Afghánistánu. Jeho cestopis Kniha cest (Safar-náme) je jeho nejslavnějším dílem a dodnes se v Íránu čte na školách.